# Faculté des lettres de Paris
La faculté des lettres de Paris fut créée par le décret du 17 mars 1808 portant organisation de l'Université impériale de France. Elle succède en partie à la faculté des arts de l'ancienne Université de Paris. En 1896, il fut décidé de la joindre aux quatre autres facultés parisiennes pour former la nouvelle Université de Paris. Son siège était à la Sorbonne.
À la suite de la loi Faure, elle fut divisée en 1970 entre les universités Paris-I, Paris-III, Paris-IV, Paris-V et Paris-VII.

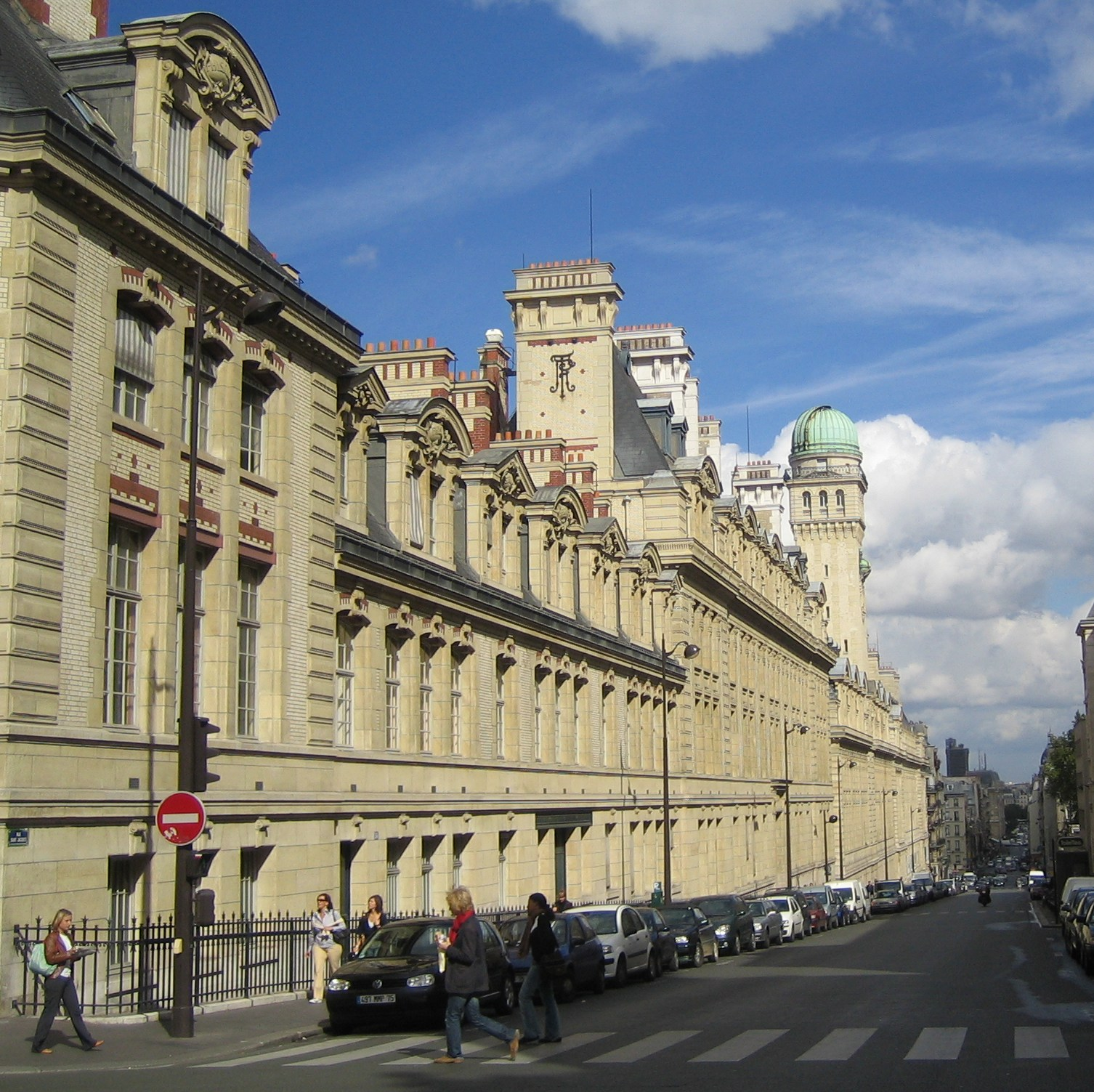
La Sorbonne, siège de la faculté des lettres de Paris.

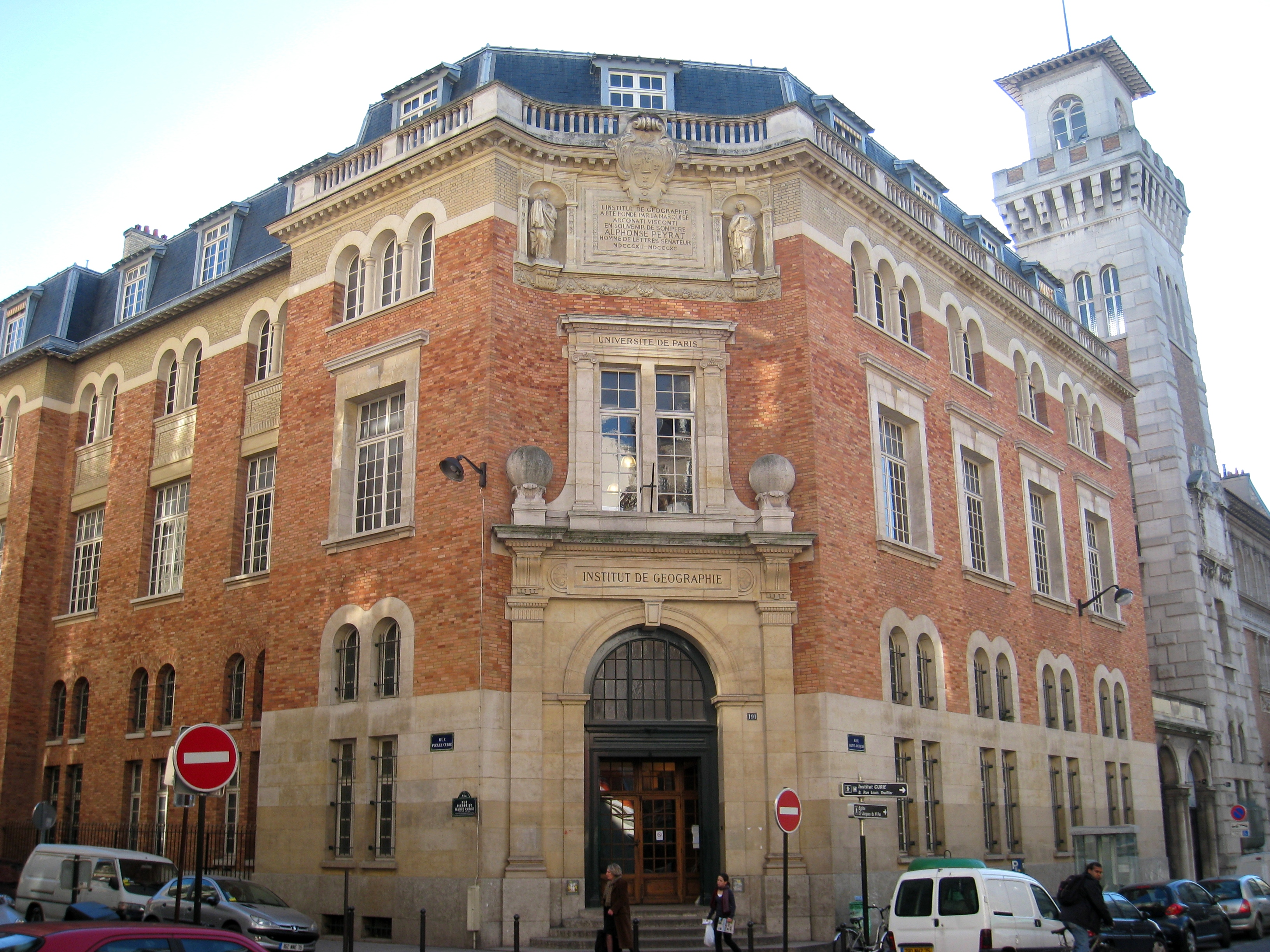
L'institut de géographie de la faculté des lettres de l'université de Paris.

## Enseignement
Les premiers statuts de la faculté des lettres de Paris furent arrêtés par le Conseil de l'Université le 16 février 1810. Chaque professeur fait deux leçons d'une heure et demie chacune par semaine. Les cours commencent au mois de décembre et durent huit mois. Les cours de la faculté sont au nombre de neuf : 
- littérature grecque ;
- éloquence latine ;
- poésie latine ;
- éloquence française ;
- poésie française ;
- philosophie ;
- histoire de la philosophie ;
- histoire ancienne et moderne ;
- géographie ancienne et moderne.

## Personnalités liées à la faculté

### Doyens
- Pierre-Paul Royer-Collard (1810-1814), philosophe
- Jean-Denis Barbié du Bocage (1815-1825), géographe
- Joseph-Victor Leclerc (1832-1865), latiniste
- Henri Patin (1865-1876), latiniste
- Henri Wallon (1876-1881), historien
- Auguste Himly (1881-1898), historien
- Alfred Croiset (1898-1919), helléniste
- Ferdinand Brunot (1919-1928), linguiste
- Henri Delacroix (1928-1937), philosophe
- Joseph Vendryes (1937-1944), linguiste
- André Cholley (1945-1950), géographe
- Georges Davy (1950-1955), philosophe
- Pierre Renouvin (1955-1958), historien
- André Aymard (1958-1964), historien
- Marcel Durry (1964-1968), latiniste
- Raymond Las Vergnas (1968-1971), angliciste. Dernier doyen de la faculté, il sera ensuite le premier président de l'université Sorbonne Nouvelle - Paris 3

### Étudiants

#### Femmes
Julie-Victoire Daubié (1824-1874) est la première femme à recevoir un diplôme en lettres de la faculté. À cette époque, les cours étaient fermés aux femmes mais elles avaient la possibilité de s’inscrire aux examens. Après s’être préparée toute seule, elle est devenue la première femme licenciée en lettres en 1871. Le ministre Jules Simon lui a envoyé une lettre pour la féliciter.
Suzanne Lavaud (1903-1993) est la première femme sourde française (et personnalité sourde française) à obtenir à un doctorat en littérature, par sa soutenance en 1924 d'une thèse sur l'oeuvre de Marie Lenéru à la faculté des lettres de Paris.

## Dans la culture

### Chanson
- Jacqueline Taieb a composé la chanson La fac de lettres (1967).